# Eleutherococcus senticosus
Eleutherococcus senticosus е вид растение от семейство Бръшлянови, виреещо в Североизточна Азия, Япония, Китай и
на Корейския полуостров. Към 80-те години на XX век видът е внесен в Европа.
Използва се заради своите лечебни свойства. Съдържа фенилпропаноиди, тритерпенови сапонини, флавоноиди, фенолни киселини, полизахариди, витамини и други. Действа като имуномодулатор, насърчава човешката физическа и умствена активност и има възможни противодиабетни, антиоксидантни, противоракови, противовъзпалителни, антимикробни и антивирусни свойства.